# Pseudocerotoidea
Super-famille
Les Pseudocerotoidea sont une super-famille de vers plats marins du sous-ordre des Cotylea (ordre des Polycladida).

## Systématique
Le nom valide complet (avec auteur) de ce taxon est Pseudocerotoidea Faubel, 1984.

### Liste des familles
Selon la base de données World Register of Marine Species (8 décembre 2023), la super-famille des Pseudocerotoidea regroupe les familles suivantes :
- Euryleptididae Faubel, 1984
- Laidlawiidae Herzig, 1905
- Stylochoididae Bock, 1913
- Stylostomidae Dittmann, Cuadrado, Aguado, Noreña & Egger, 2019

### Reclassements
La famille des Pseudoceridae, anciennement dans les Pseudocerotoidea, est synonyme de Pseudocerotidae Lang, 1884.